# Fort Wayne
Fort Wayne, sede administrativa del condado de Allen, es una ciudad que se encuentra en el nordeste del estado de Indiana, Estados Unidos. Es la segunda ciudad más grande del estado después de Indianápolis y seguida por Gary. En el año 2007 la ciudad tenía una población estimada de 248 637 habitantes, ubicándose en el puesto 70 entre las ciudades más grandes del país. En 2005 la población de su área metropolitana era de 565 606 habitantes. Se encuentra casi equidistante de las ciudades de Chicago (Illinois), Cincinnati (Ohio) y Detroit (Míchigan), lo cual ha servido históricamente para ser un importante centro de transportes y comunicaciones en la región.
Está ubicada pocos kilómetros al norte del curso alto del río Wabash, afluente del río Ohio, a su vez afluente del Misisipi.

## Historia

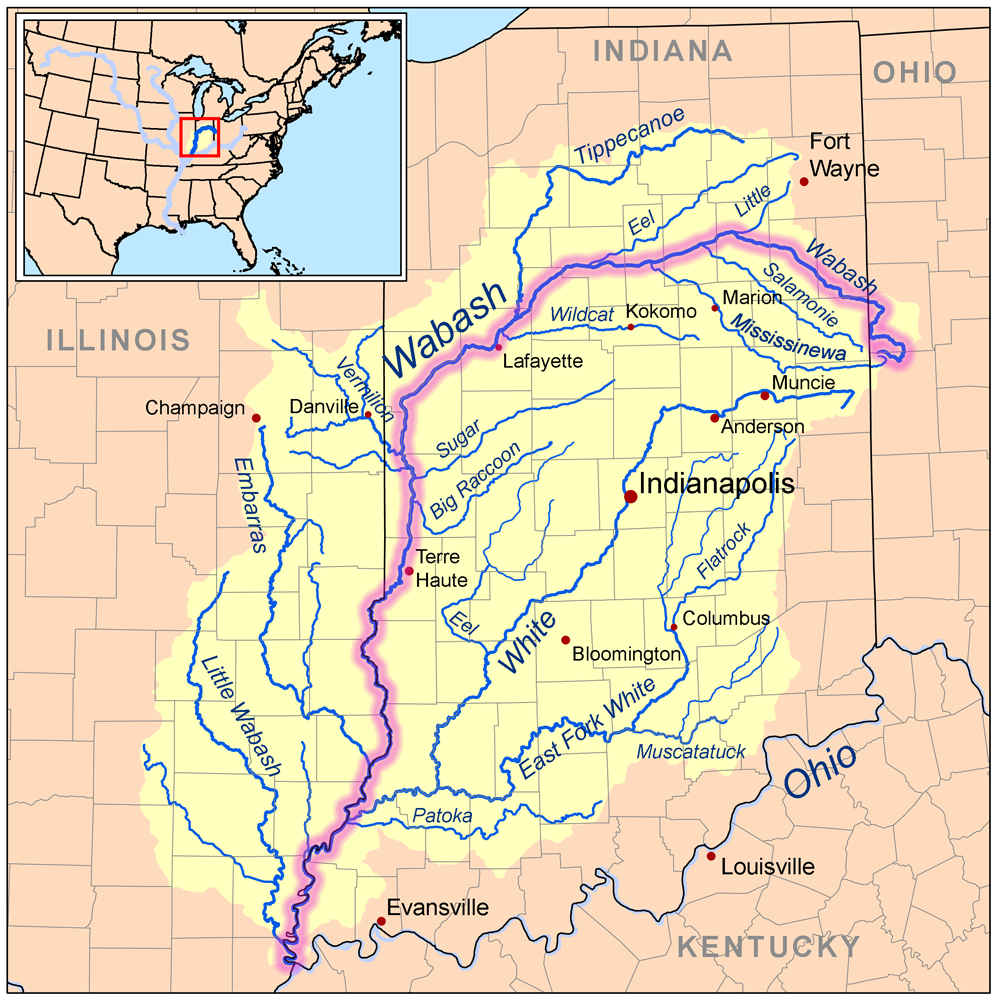
Ubicación de Fort Wayne en un mapa de la cuenca del río Wabash

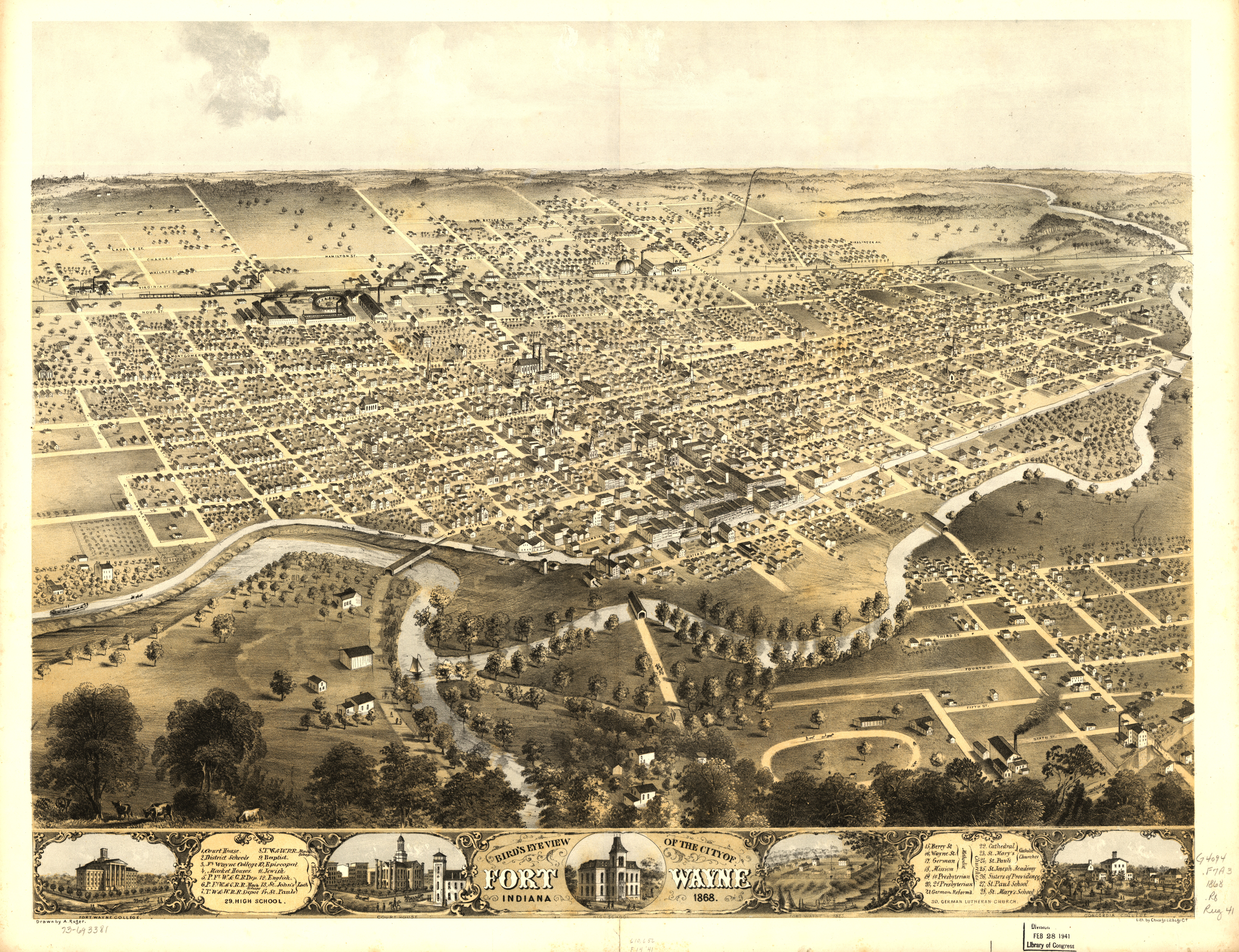
Fort Wayne, en 1868

El nombre de Fort Wayne se debe al General "Mad" Anthony Wayne, del ejército continental de los Estados Unidos que construyó una serie de fuertes en el área cercana a la comunidad de Kekionga, el más grande de los poblados de la tribu de los miami. Este pueblo se estableció en la zona a mediados del siglo XVII, y estaban emparentados con los algonquinos. Los historiadores creen que en 1676 religiosos franceses visitaron estas tribus a la vuelta de formar una misión en el lago Míchigan.
El establecimiento del poblado era geográficamente estratégico puesto que los ríos actualmente nombrados Maumee, Saint Joseph y Saint Mary convergen y esto era vital al comercio y al transporte. 
En 1790 el presidente George Washington ordenó a su ejército conseguir Indiana, y tras dos batallas perdidas ante los miami, en una tercera incursión lograron hacerse con el poder en la zona. Tras ello, el jefe indio Michikinikwa (Tortuga Pequeña) decidió firmar la paz.
En 1794 se fundó la ciudad, que fue incorporada en 1840. Gran parte de su población provenía de la inmigración procedente de Alemania e Irlanda.

### El jefe Michikinikwa
El jefe Michikinikwa (Tortuga Pequeña) fue un líder que quería paz y dirigió la alianza entre los pueblos nativos potowami y shawnee que se unieron a los miami para resistir exitosamente los ataques bajo el comando del General (Major-General) Arthur St. Clair. Posteriormente el jefe Tortuga Pequeña fue sustituido por el jefe shawnee Chaqueta Azul (Blue Jacket} quien posteriormente fue enterrado en Oklahoma.
En Fort Wayne, una biblioteca pública ha sido nombrada en honor al jefe Little Turtle, y se recuerda, junto al jefe Tecumseh, como líderes nativos destacados y de importancia histórica y regional.

## Clima
| Parámetros climáticos promedio de Fort Wayne, Indiana (Aeropuerto Internacional de Fort Wayne), normales 1991–2020, extremos 1897–presente | Parámetros climáticos promedio de Fort Wayne, Indiana (Aeropuerto Internacional de Fort Wayne), normales 1991–2020, extremos 1897–presente | Parámetros climáticos promedio de Fort Wayne, Indiana (Aeropuerto Internacional de Fort Wayne), normales 1991–2020, extremos 1897–presente | Parámetros climáticos promedio de Fort Wayne, Indiana (Aeropuerto Internacional de Fort Wayne), normales 1991–2020, extremos 1897–presente | Parámetros climáticos promedio de Fort Wayne, Indiana (Aeropuerto Internacional de Fort Wayne), normales 1991–2020, extremos 1897–presente | Parámetros climáticos promedio de Fort Wayne, Indiana (Aeropuerto Internacional de Fort Wayne), normales 1991–2020, extremos 1897–presente | Parámetros climáticos promedio de Fort Wayne, Indiana (Aeropuerto Internacional de Fort Wayne), normales 1991–2020, extremos 1897–presente | Parámetros climáticos promedio de Fort Wayne, Indiana (Aeropuerto Internacional de Fort Wayne), normales 1991–2020, extremos 1897–presente | Parámetros climáticos promedio de Fort Wayne, Indiana (Aeropuerto Internacional de Fort Wayne), normales 1991–2020, extremos 1897–presente | Parámetros climáticos promedio de Fort Wayne, Indiana (Aeropuerto Internacional de Fort Wayne), normales 1991–2020, extremos 1897–presente | Parámetros climáticos promedio de Fort Wayne, Indiana (Aeropuerto Internacional de Fort Wayne), normales 1991–2020, extremos 1897–presente | Parámetros climáticos promedio de Fort Wayne, Indiana (Aeropuerto Internacional de Fort Wayne), normales 1991–2020, extremos 1897–presente | Parámetros climáticos promedio de Fort Wayne, Indiana (Aeropuerto Internacional de Fort Wayne), normales 1991–2020, extremos 1897–presente | Parámetros climáticos promedio de Fort Wayne, Indiana (Aeropuerto Internacional de Fort Wayne), normales 1991–2020, extremos 1897–presente |
| Mes | Ene. | Feb. | Mar. | Abr. | May. | Jun. | Jul. | Ago. | Sep. | Oct. | Nov. | Dic. | Anual |
| --- | --- | --- | --- | --- | --- | --- | --- | --- | --- | --- | --- | --- | --- |
| Temp. máx. abs. (°C) | 20.6 | 22.8 | 30.6 | 32.2 | 36.1 | 41.1 | 41.1 | 38.9 | 37.8 | 32.8 | 26.1 | 21.7 | 41.1 |
| Temp. máx. media (°C) | 0.3 | 2.5 | 8.8 | 16.1 | 22.3 | 27.2 | 28.9 | 27.8 | 24.5 | 17.6 | 9.7 | 3.1 | 15.7 |
| Temp. media (°C) | -3.6 | -1.8 | 3.7 | 10.1 | 16.3 | 21.5 | 23.2 | 22 | 18.2 | 11.8 | 5.1 | -0.6 | 10.5 |
| Temp. mín. media (°C) | -7.6 | -6.1 | -1.4 | 4.1 | 10.2 | 15.7 | 17.5 | 16.2 | 11.9 | 6 | 0.4 | -4.3 | 5.2 |
| Temp. mín. abs. (°C) | -31.1 | -28.3 | -23.3 | -13.9 | -5 | 2.2 | 3.3 | 3.3 | -1.7 | -7.2 | -18.3 | -27.8 | -31.1 |
| Precipitación total (mm) | 64.5 | 52.3 | 71.4 | 95 | 116.3 | 113.8 | 102.9 | 96.5 | 77.2 | 74.9 | 75.2 | 62.7 | 1002.8 |
| Nevadas (cm) | 27.4 | 19.8 | 11.7 | 2 | 0 | 0 | 0 | 0 | 0 | 0.3 | 4.8 | 19.3 | 85.3 |
| Días de precipitaciones (≥ 0.2 mm) | 13.2 | 10.7 | 11.7 | 13.2 | 13.7 | 11.9 | 9.7 | 9.2 | 9.1 | 10.1 | 10.5 | 12.4 | 135.4 |
| Días de nevadas (≥ 0.2 cm) | 10.1 | 7.5 | 4.5 | 1.2 | 0.0 | 0.0 | 0.0 | 0.0 | 0.0 | 0.2 | 2.8 | 7.7 | 34.0 |
| Horas de sol | 148.5 | 158.5 | 206.3 | 251.4 | 311.9 | 340.0 | 347.0 | 318.2 | 258.1 | 207.6 | 124.2 | 108.2 | 2779.9 |
| Humedad relativa (%) | 75.7 | 74.3 | 71.7 | 66.2 | 65.5 | 66.3 | 69.4 | 73.3 | 73.2 | 71.5 | 76.0 | 78.9 | 71.8 |
| Fuente: NOAA (humedad y horas de sol 1961–1990)                                                                                            | | | | | | | | | | | | | |

## Demografía
El primer censo, creado en 1744 por orden del Gobernador de Luisiana, revelaba que Fort Wayne tenía una población de aproximadamente 40 franceses y un millar de indios Miami.
Según el censo del año 2000, había 205.727 habitantes, 83.333 viviendas y 50.666 familias residiendo en la ciudad. La densidad de población era de 444,6 habitantes por kilómetro cuadrado. El 75,45% de los habitantes eran de raza blanca, el 17,38% afroamericanos, el 5,78% hispanos y el resto, de otras etnias.

## Ciudades hermanadas
- Takaoka, Toyama, Japón (desde 1977).
- Płock, Mazovia, Polonia (desde 1990).
- Gera, Turingia, Alemania (desde 1992).
- Taizhou, Zhejiang, China (desde 2012).

## Personajes famosos
- Carole Lombard (1908-1942), actriz
- Shelley Long, actriz
- Dick York, actor
- Philo T. Farnsworth, inventor de la televisión
- Jamar Beasley, jugador de fútbol
- DaMarcus Beasley, jugador de fútbol
- Mason Plumlee, jugador de baloncesto
- Jenna Fischer (n. 1974), actriz
- Ron Woodson, jugador de fútbol americano
- Harold R Pape, Empresario Americano.- AHMSA Monclova,Coahuila México

## Galería de imágenes

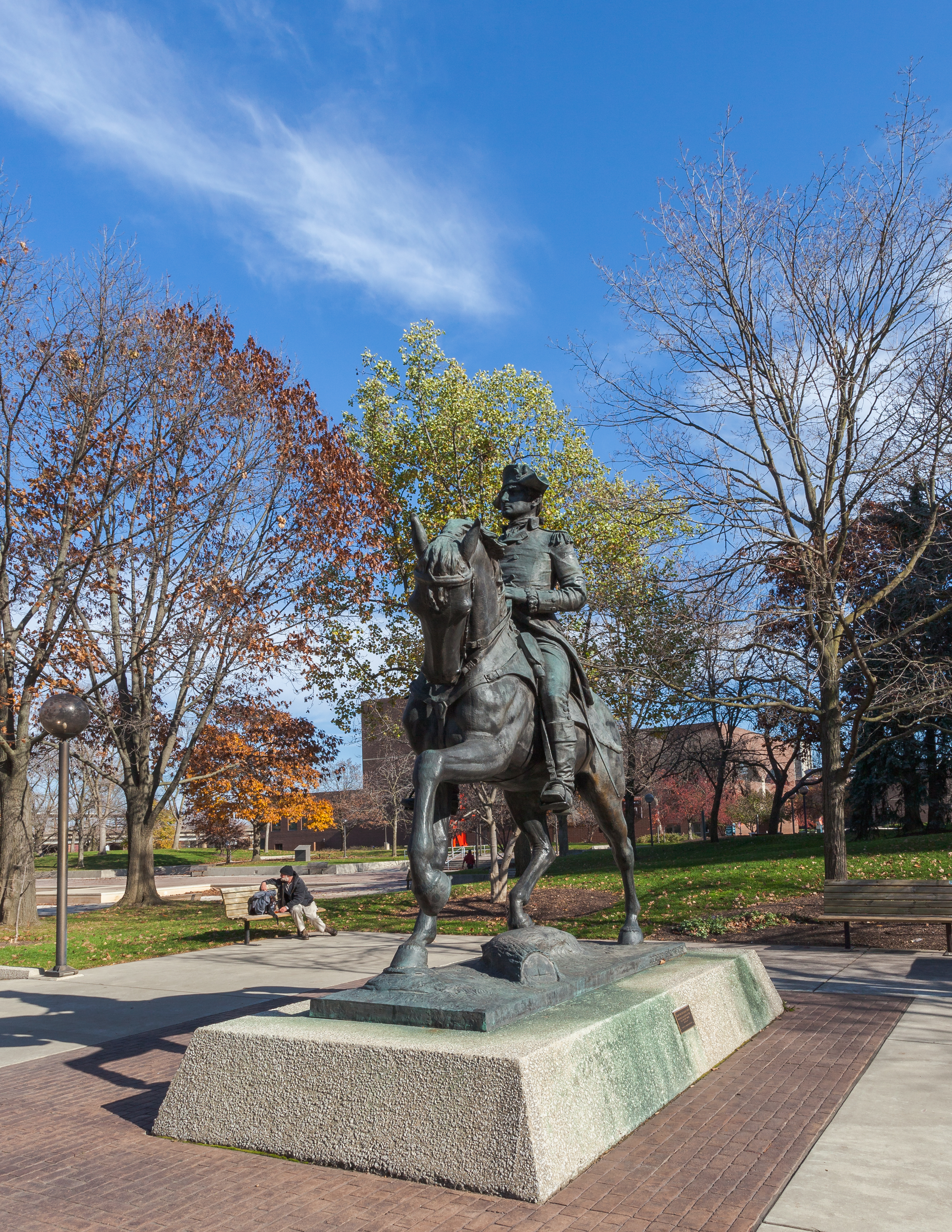
Estatua del General Anthony Wayne.
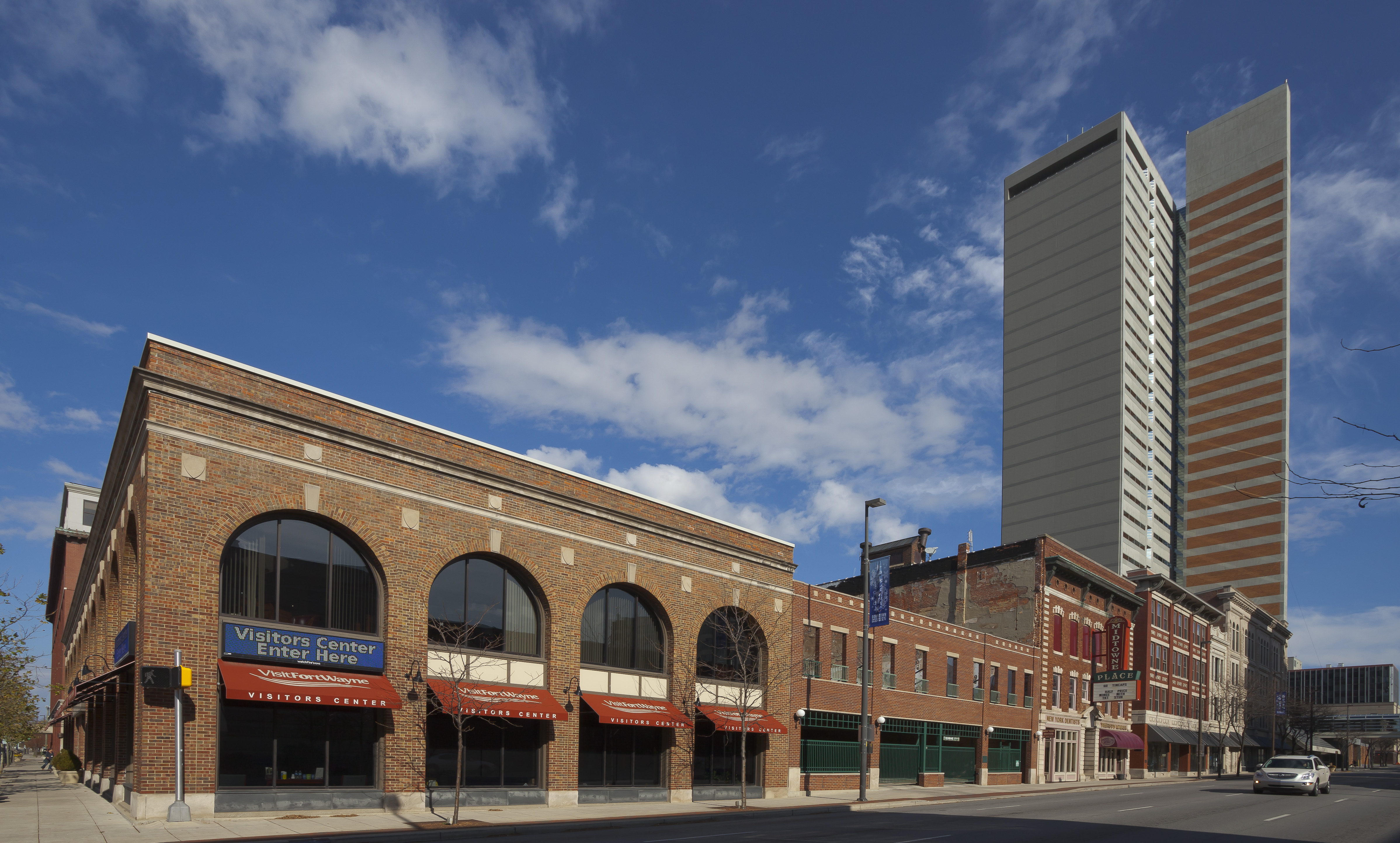
Edificio del Summit Bank.
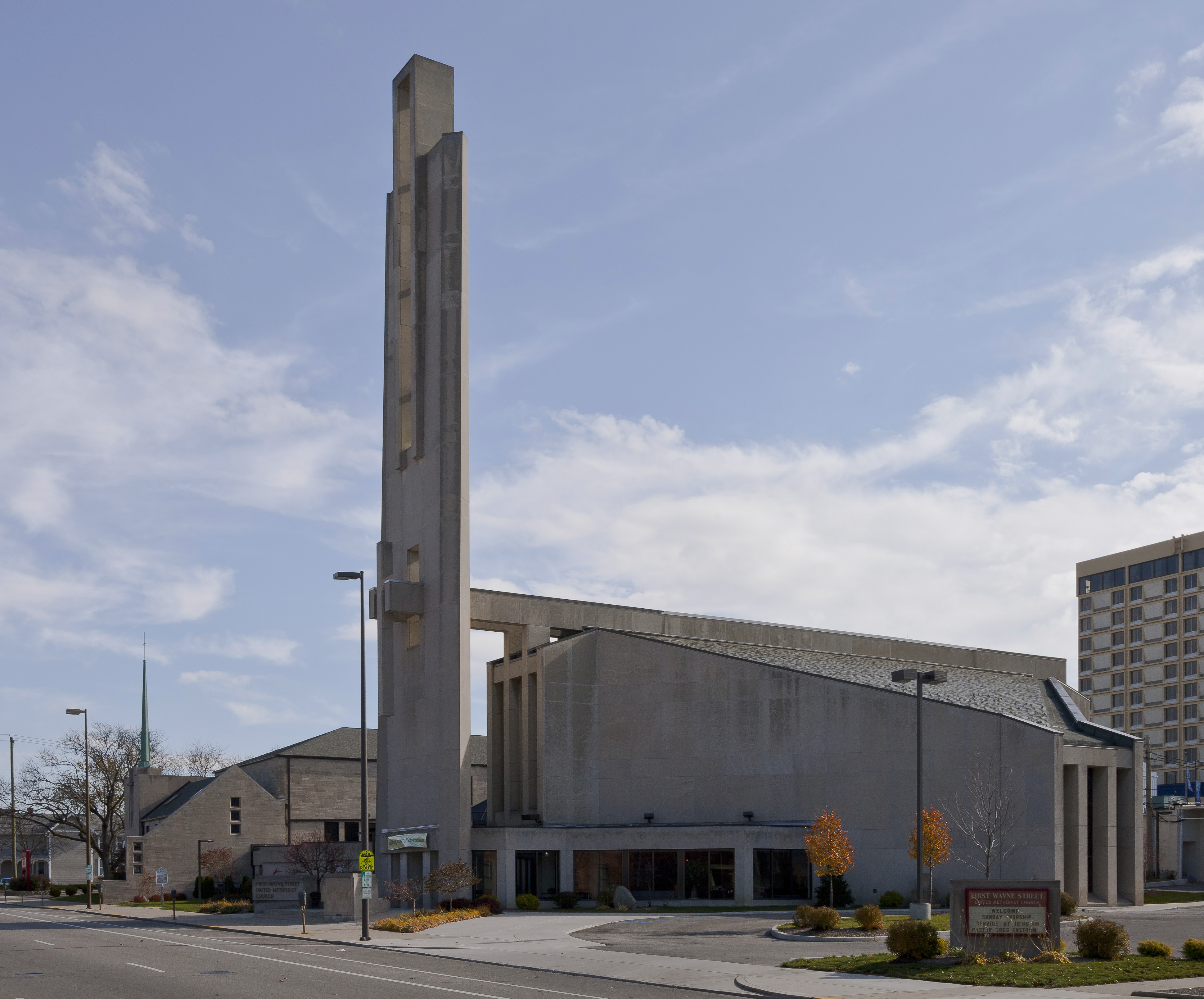
Iglesia metodista First Wayne St United.
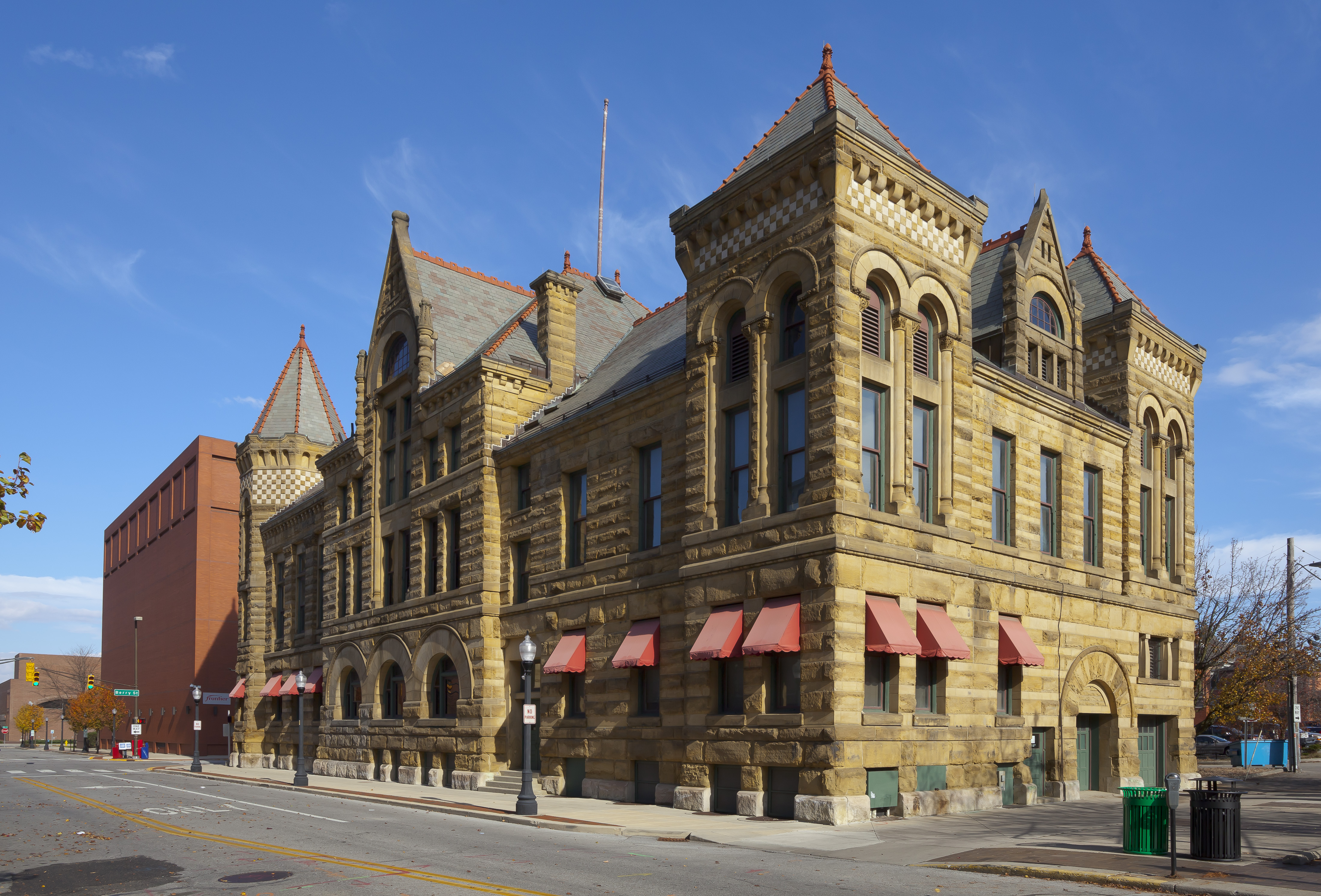
Edificio en el centro de la localidad.
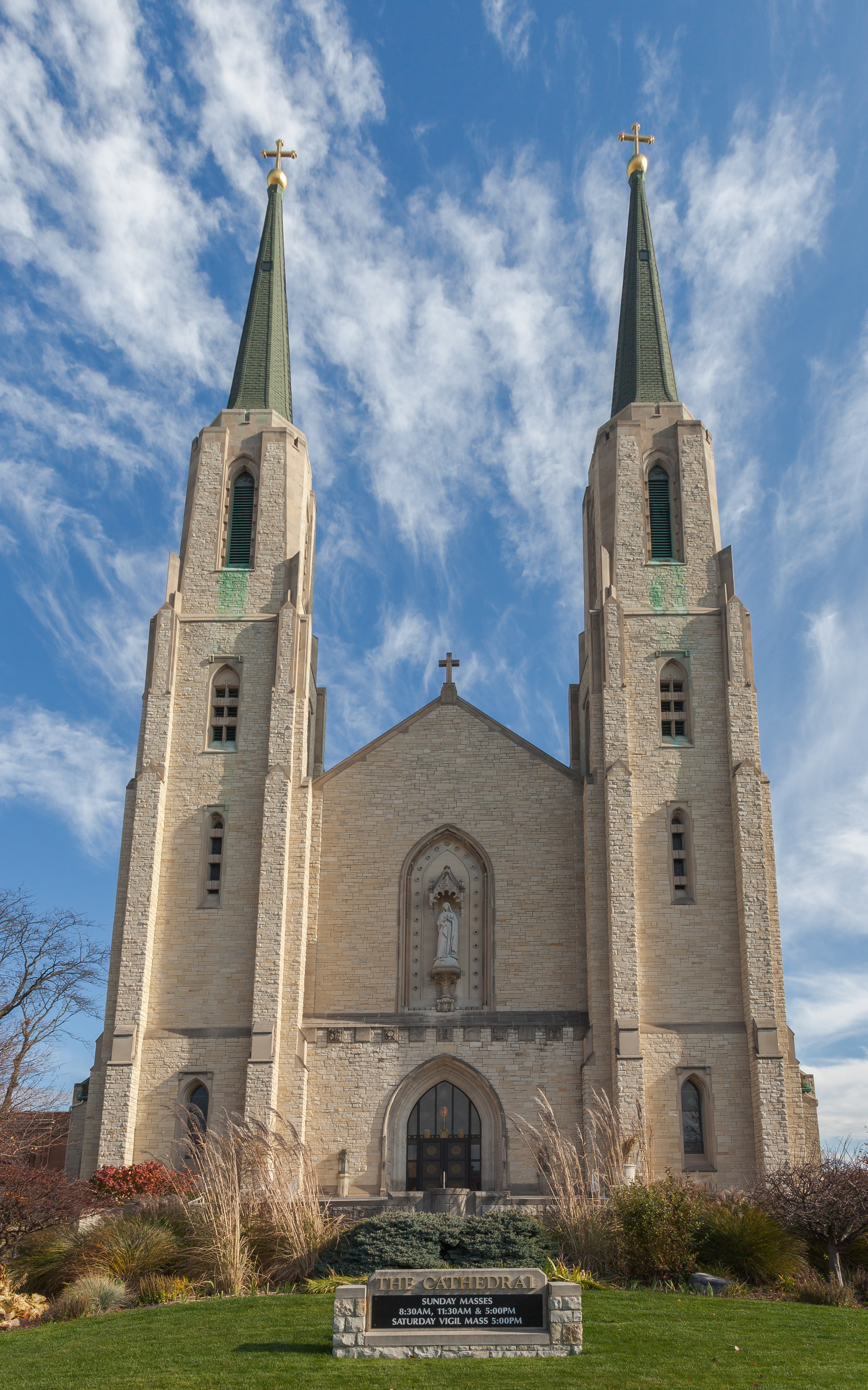
Catedral Católica de la Inmaculada Concepción.
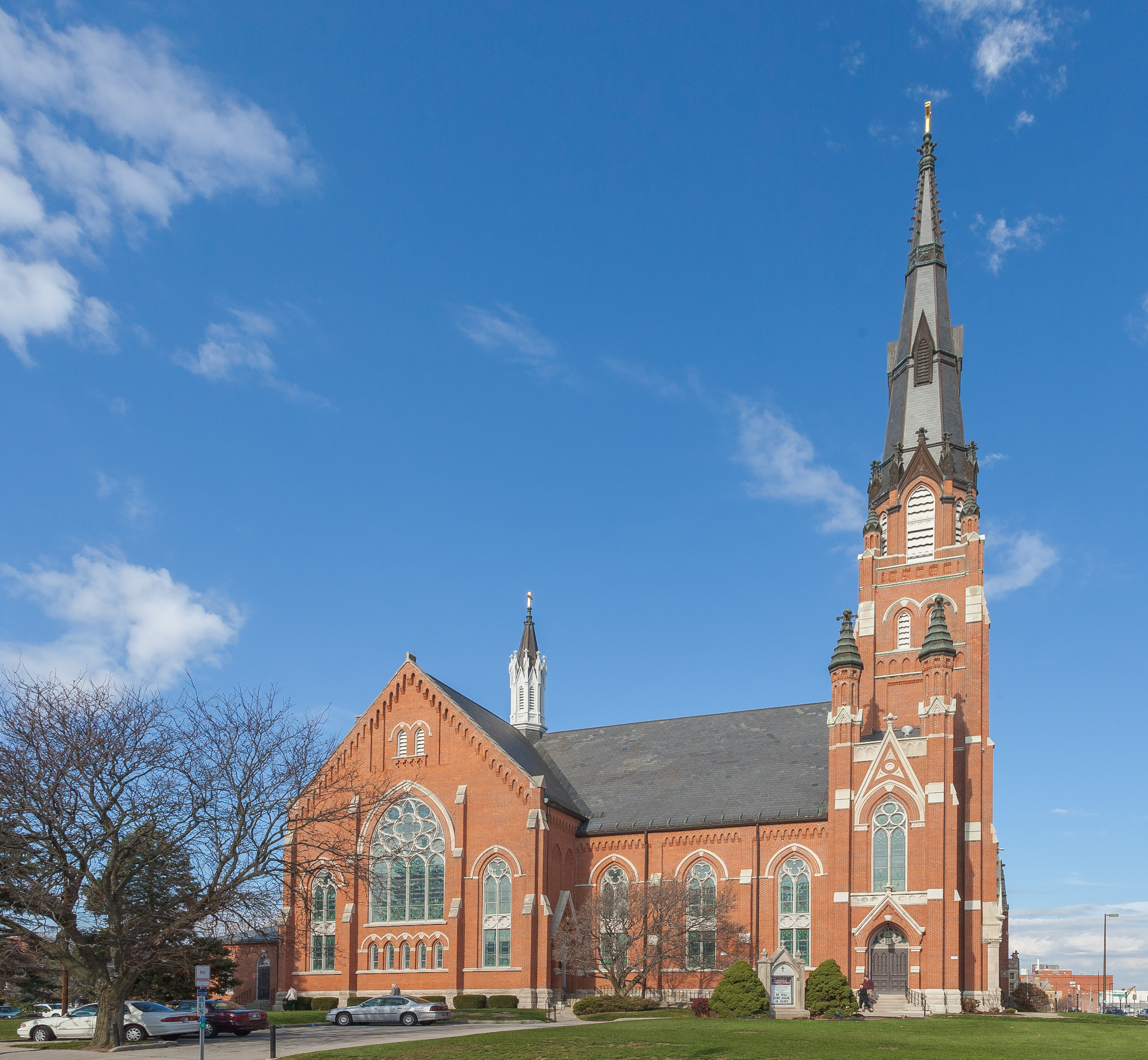
Iglesia Luterana de San Pablo.